# Bahnhof Nishi-Kajima
Der Bahnhof Nishi-Kajima (jap. 西鹿島駅, Nishi-Kajima-eki) ist ein Bahnhof auf der japanischen Insel Honshū, betrieben von den Bahngesellschaften Enshū Tetsudō und Tenryū Hamanako Tetsudō. Er befindet sich in der Präfektur Shizuoka auf dem Gebiet der Stadt Hamamatsu, genauer im Süden des Stadtbezirks Tenryū-ku.

## Beschreibung

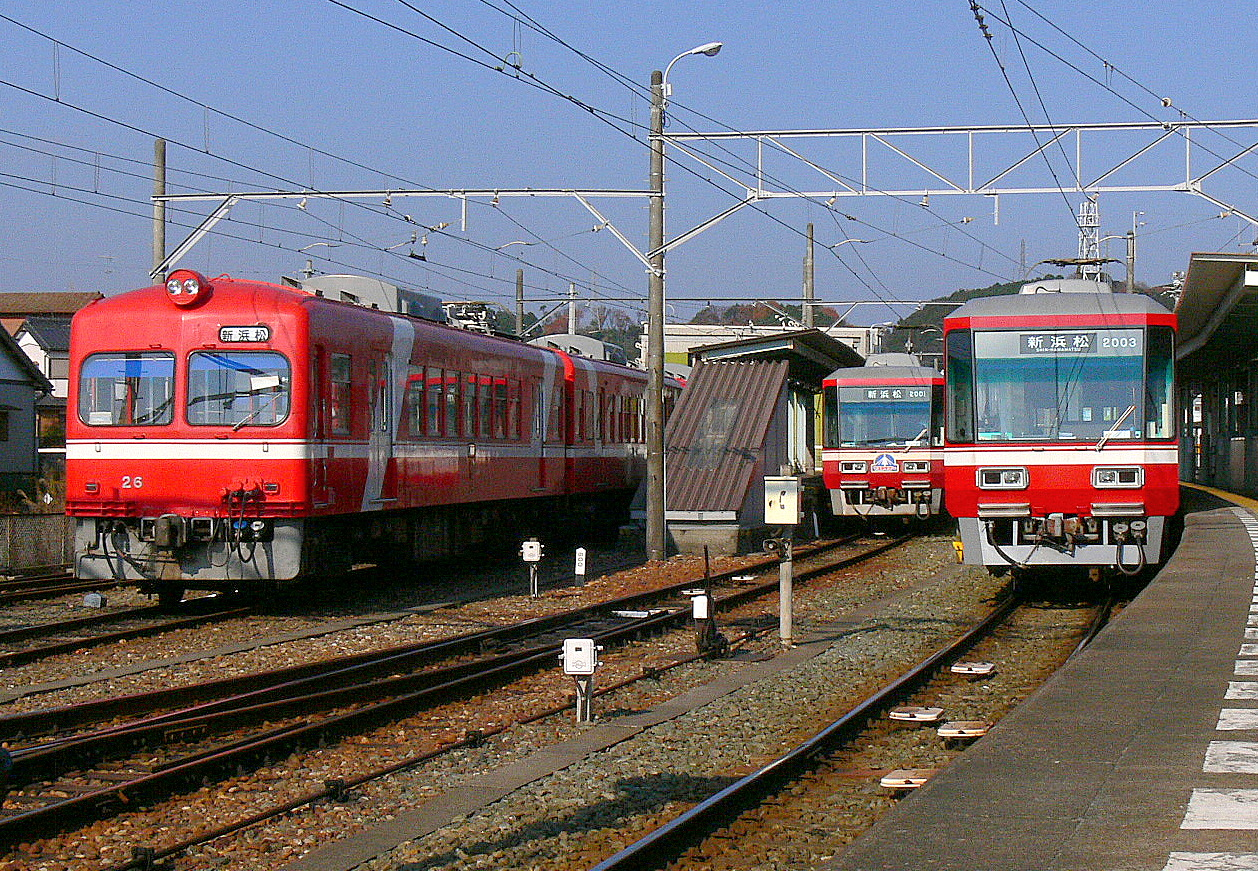
Abstellanlage der Enshū Tetsudō

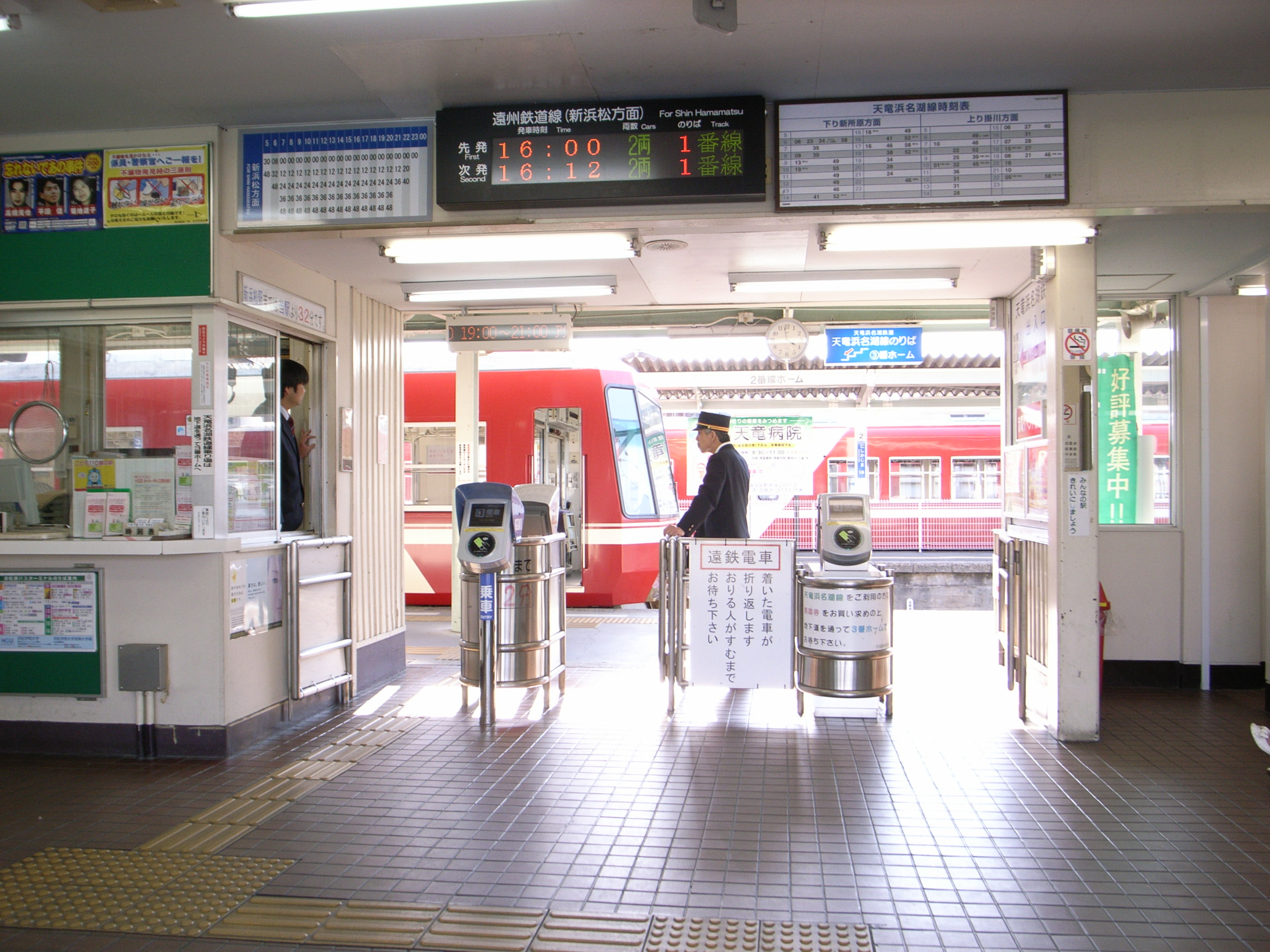
Ticketschalter (Mai 2010)

Nishi-Kajima ist ein kombinierter Zwischen- und Endbahnhof. Er liegt einerseits an der Tenryū-Hamanako-Linie der Bahngesellschaft Tenryū Hamanako Tetsudō, die Kakegawa mit Shinjohara verbindet. Andererseits ist er die nördliche Endstation der von Enshū Tetsudō betriebenen Enshū-Bahnlinie, die nach Shin-Hamamatsu führt. Auf der Tenryū-Hamanako-Linie verkehren Regionalzüge in der Regel in einem angenäherten Stundentakt, der in der Hauptverkehrszeit zu einem Halbstundentakt verdichtet wird. Morgens und abends befahren die Züge die gesamte Strecke, während es tagsüber in Tenryū-Futamata eine betriebliche Zweiteilung gibt und dort umgestiegen werden muss. Züge auf der Enshū-Bahnlinie fahren in einem festen Takt alle zwölf Minuten, am frühen Morgen und späten Abend alle 20 Minuten. Der Busterminal auf dem Bahnhofsvorplatz wird von über einem Dutzend Linien der Gesellschaft Entetsu Bus und des Stadtbusbetriebs Hamamatsu bedient.
Der Bahnhof steht im Stadtteil Futamatachō-Kajima, etwa einen halben Kilometer südlich des Flusses Tenryū. Die Anlage ist von Süden nach Norden ausgerichtet und besitzt fünf Gleise, von denen drei dem Personenverkehr dienen. Diese liegen an zwei Mittelbahnsteigen, die durch einen Personentunnel mit dem Empfangsgebäude an der Ostseite verbunden sind. Das westlichste Gleis dient dem Durchgangsverkehr auf der Tenryū-Hamanako-Linie, während die beiden Gleise der Enshū-Bahnlinie in der Mitte in der daran anschließenden Halle des Bahnbetriebswerks enden. Als Abstellanlage dienen die beiden östlichsten Gleise. Südlich des Bahnhofs steht eine zweigleisige Abstellhalle für die Enshū-Bahnlinie. Zwischen beiden Linien gibt es keine Gleisverbindung.
Im Jahr 2016 zählte der Bahnhof täglich durchschnittlich 3432 Fahrgäste.

## Geschichte

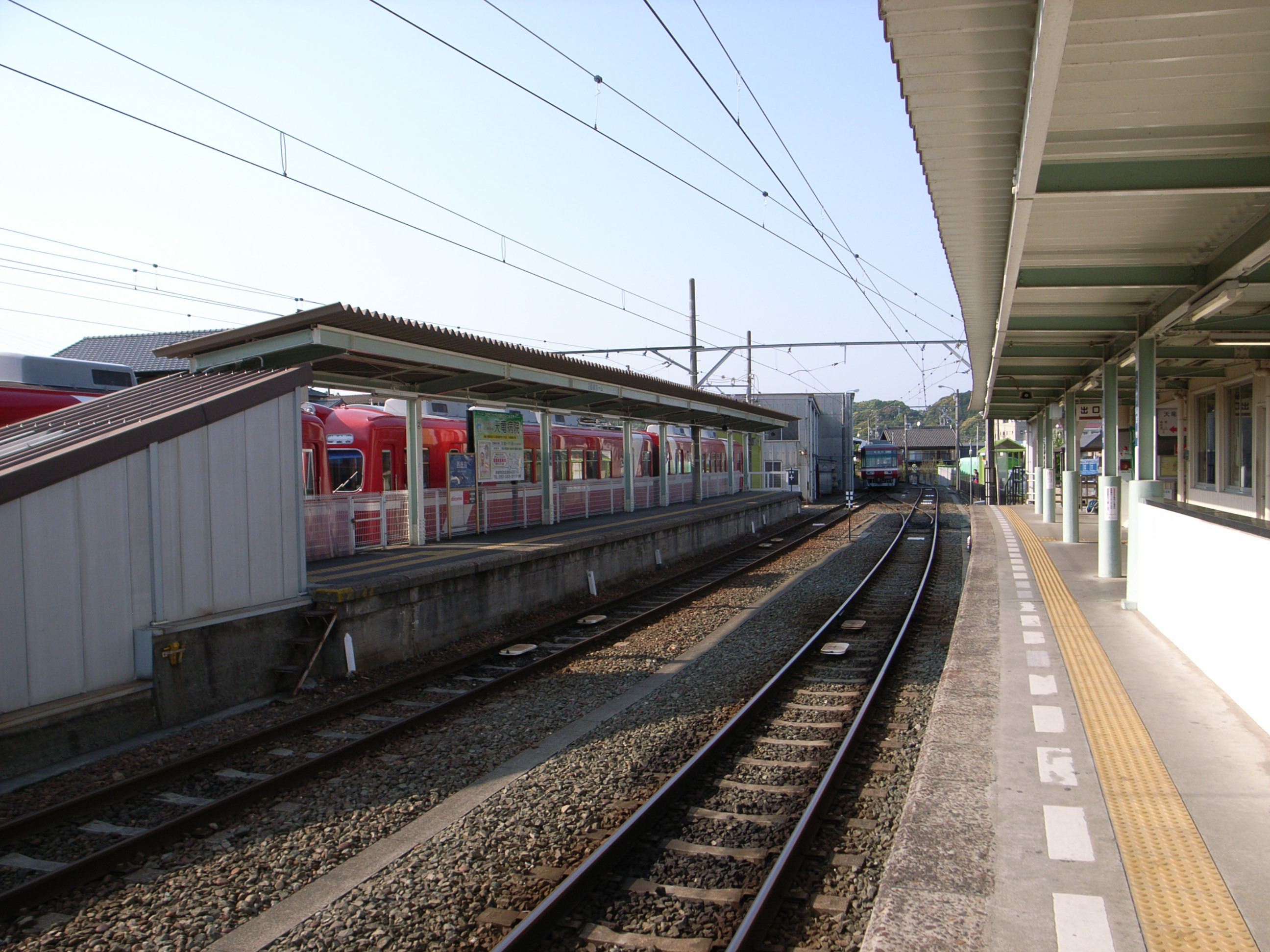
Bahnsteige

Das in mehreren japanischen Städten tätige Straßenbahnunternehmen Dai Nippon Kidō (大日本軌道) eröffnete am 6. Dezember 1909 die heutige Enshū-Bahnlinie mit einer Spurweite von 762 mm. Die nördliche Endstation Kajima (鹿島) lag damals in der Nähe des Flussufers. Zwei Jahre nach der Verselbständigung der Enshū Tetsudō wurde die Strecke auf 1067 mm (Kapspur) umgespurt und die Endstation in Enshū-Futamata (遠州二俣) umbenannt. Der Bau der Futamata-Linie (heutige Tenryū-Hamanako-Linie) durch das Eisenbahnministerium machte am 1. März 1938 die Verlegung der Endstation um rund 400 Meter nach Süden zum heutigen Standort erforderlich; am selben Tag erfolgte die Umbenennung in Nishi-Kajima. Mit der Eröffnung der Futamata-Linie am 1. Juni 1940 wurde der Bahnhof zu einem Verkehrsknotenpunkt.
In den Jahren 1958 bis 1968 verkehrten einzelne Züge von Enshū Tetsudō über Nishi-Kajima hinaus nach Tenryū-Futamata. Aus Kostengründen stellte die Japanische Staatsbahn am 1. Juni 1970 den Güterumschlag ein, am 1. April 1971 überließ sie ihren Teil des Bahnhofgeländes der Enshū Tetsudō. Diese verlegte im Dezember 1977 ihr Bahnbetriebswerk von Enshū-Nishigasaki hierher. Im Rahmen der Staatsbahnprivatisierung übernahm die neue Bahngesellschaft Tenryū Hamanako Tetsudō am 15. März 1987 die Futamata-Linie und den dazu gehörenden Teil des Bahnhofs.